# Tripospermum prolongatum
Tripospermum prolongatum är en svampart som beskrevs av R.C. Sinclair & Morgan-Jones 1979. Tripospermum prolongatum ingår i släktet Tripospermum och familjen Capnodiaceae.   Inga underarter finns listade i Catalogue of Life.